# Manchester Arena
Manchester Arena är en arena i Manchester i Storbritannien. Publikkapaciteten är nästan 23 000 sittande vid basketmatcher och 17 500 sittande vid ishockeymatcher.
Den 22 maj 2017 drabbades arenan av ett terrorattentat.

### Fotnoter
1. ↑  Claes Svahn, Juan Flores (23 maj 2017). ”Explosion på arena i Manchester” (på svenska). Dagens nyheter. http://www.dn.se/nyheter/varlden/explosion-pa-arena-i-manchester-manga-doda/. Läst 23 maj 2017.